# Agrochola wiltshirei
Agrochola wiltshirei är en fjärilsart som beskrevs av Bytinsky-salz 1936. Agrochola wiltshirei ingår i släktet Agrochola och familjen nattflyn. Inga underarter finns listade i Catalogue of Life.